# Seymour Rexite
Seymour Rexite (* 18. Januar 1908 in Piotrków Trybunalski als Seymour Rechtzeit; † 14. Oktober 2002 in Greenwich Village, New York City) war ein polnisch-US-amerikanischer Schauspieler und Sänger des Jiddischen Theaters, Films und Radios und teilweise Präsident der Hebrew Actors’ Union.

## Leben

### Kindheit
Geboren in Polen, wurde schon im frühen Kindesalter seine Stimme bewundert und so trat er bereits mit 4 Jahren überall in seinem Heimatland auf. Er wuchs mit seinen 5 Geschwistern auf: Jack, Sam und Helen, sowie 2 weitere unbekannte.

### Einwanderung in die USA
Er emigrierte 1920, im Alter von 12 Jahren mit Vater und Bruder in die USA. Wegen der Nässe und dem Wind auf dem Schiff, wurde Rexite krank und durfte erst nach ein paar Tagen in die USA einkehren, wo Vater und Bruder bereits warteten.
Da die drei bis 1924 sich bereits erfolgreich durch das Geschäft geschlagen hatten, hatte man die Idee, die restliche Familie mit nach Westen zu holen. Da jedoch im Jahre 1924 die Einwanderer sehr streng kontrolliert wurden, konnten sie vorerst nicht ins Land. Nachdem ein Senator den jungen Rexite gehört hatte, sollte er Präsident Calvin Coolidge ein Ständchen bringen. Bruder Jack schrieb einen Song mit dem Titel Bring Me My Mother From The Other Side. Dieser war so fasziniert von der Stimme Rexites, dass er die Familie einwandern ließ.

### Späteres Privatleben und Tod
Rexite wurde jüdisch erzogen und sprach fließend Jiddisch.
1943 heiratete er Miriam Kressyn, mit der er bis zu ihrem Tod 1996 zusammenlebte. Rexite starb am 14. Oktober 2002 im Alter von 94 Jahren. Beerdigt wurde er in einem Familiengrab mit seiner Frau in Flushing.

## Wirken
Viel unterstützt wurde er eh und je von seiner, seit 1943 verheirateten Frau Miriam Kressyn, einer jiddischen Schauspielerin und Sängerin, der es gelang, US-amerikanischen Schlager in jüdische Hits zu verwandeln.
Seine Karriere fand ihren Höhepunkt in den 40ern und 50ern wo er über eine Woche verteilt bis zu 18 halbstündige Radiosendungen führte und besang. Anfänglich sang Rexite fast nur jüdische Lyrik, die von liturgischen bis zu jiddisch-popigen Stücken reichte. Später lief es eher anders ab: Je nachdem, welche Lieder gerade in der Hitparade laufen, übersetzte sie seine Frau Miriam Kessyn ins Jiddische und Rexite sang sie dann in seinen Shows.
Die Kressyn-Rexite-Lyrics waren bei den amerikanischen Juden sehr beliebt. Rexite wurde teilweise von weiblichen Fans Sinatra-ähnlich verehrt. Kressyns oft verspotteten Lyriken stellten oft den Inhalt eines Liedes auf irrwitzige Weiße durcheinander (z. B. wurde aus einem „wie ein Pferd und seine Kutsche“ das „zusammen wie Suppe und Knödel“).
Das Team wurde so erfolgreich, dass sie auch von internationalen Firmen, wie Ajax oder Campbell’s Soup gesponsert wurden. Rexite war außerdem öfters in aufwendig produzierten Shows wie „Yiddish Melodies In Swing“ des WHN Gast. Sein Programm „The Barbasol Troubadour“ war eher schlicht gehalten: er, ein Mikrofon und ein Pianist bzw. Organist. Ständige Begleiter von der Show waren Sam Medoff, ehemaliger Bandleader und Abe Ellstein, der viele der Rexite-Hits schrieb.
Rexite hatte das Talent in Liveshows meist genauso zu performen wie im Radio. Er trat regelmäßig in jiddischen Theatern, Radiostationen oder Fernsehaufzeichnungen, aber auch in gehobenen New Yorkern Nachtclubs, wie dem Casino de Paris auf.

## Diskografie (Auswahl)
- Sings Folk Songs (1960) (Famous Records)
- Seymour Rexsite Sings Jewish Folk Songs & Yiddish Theatre Favorites (1971) (The Greater Recording Co., Inc.)
- Miriam Kressyn & Seymour Rexsite Sing The Yiddish Hit Parade (1971) (The Greater Recording Co., Inc.)
- The East Side Story (?) (Tikva Records)
- The Best of Miriam Kressyn & Seymour Rexsite (?) (Banner Records)[4]

## Filmografie
Als Schauspieler:
- Monticello, Here We Come (1950)
- Mazel Tov Yidden (1941)
- The Jewish Melody (1940)
- Her Second Mother (1940)
- Motel the Operator (1940)
- Shir Hashirim (1935)
- Eternal Fools (1930)
- My Jewish Mother (1930)

Als er selbst:
- Yiddish Theater: A Love Story (2005)
- The Komediant (2000)
- Almonds and Raisins (1984)

Dokumentationen:
- Live and Laugh (1933)[5]